# 逢坂みえこ
逢坂 みえこ（おうさか みえこ、1957年5月16日 - ）は、日本の漫画家。大阪府出身。女性。関西大学文学部英文学科卒業。血液型はAB型。

## 人物・経歴
1982年、『ぶ〜け』（集英社）に掲載の「美味しいのがいい！」でデビュー。以後、『ぶ〜け』『YOUNG YOU』（いずれも集英社）に作品を掲載。1991年、『永遠の野原』で第15回講談社漫画賞少女部門を受賞。その後、『モーニング』増刊（講談社）、『ビッグコミックオリジナル』（小学館）などの男性誌や、『コーラス』（集英社）などに作品を発表している。
39歳の時、男児を出産。その経験を活かした「育児なし日記vs育児され日記」を『ひよこクラブ』（ベネッセコーポレーション）に連載していた。

## 作品リスト
- 美味しいのがいい！（1982年、ぶ〜け、集英社）
- 8ビートのレクイエム（1985年 - 1989年、ぶ〜け、集英社）
- ラムネ幻燈（1987年 - 1988年、ヤングユー、集英社）
- 9時から5時半まで（1987年 - 1989年、ヤングユー、全3巻）
- 永遠の野原（1988年 - 1997年、ぶ〜け、全16巻、文庫版全9巻）
- おじさんが好き (1997年、講談社、ISBN 978-4-06-315037-7)
- ベル・エポック（1991年 - 2002年、ヤングユー、全11巻） - 1998年に映画化
- 火消し屋小町（1998年 - 2003年、ビッグコミックオリジナル、小学館、全4巻） - 2000年・2004年[3]にTVドラマ化。
- 千石屋綺談
- たまちゃんハウス（2005年 - 2009年、コーラス、集英社、全5巻）
- 育児なし日記vs育児され日記（ひよこクラブ、ベネッセコーポレーション）
- なにかあったらノックして（2010年、コーラス、集英社）
- 木村くんは男友だち（2010年、BE・LOVE、講談社）
- プロチチ（2011年 - 2014年、イブニング、講談社、全4巻）
- おかあさんとごいっしょ（2014年 - 、BE・LOVE、講談社、全2巻） - 読み切りを経て連載
- 母はハタチの夢を見る（2016年、BE・LOVE、講談社、全1巻）
- 獣医者正宗捕物帳（2017年より不定期掲載、flowers、講談社、既刊3巻）